# Dom Expedito Lopes
Dom Expedito Lopes este un oraș în Piauí (PI), Brazilia.